# 数学小先锋
数学小先锋（英語：Cyberchase）是一部美國動畫影集，於美國PBS儿童台於2002年1月21日首播。採用30分鐘兩集的方式播出。這個影集是由Sandra Sheppard所創造。

## 背景簡介
Cyberchase 带孩子们穿越网络空间，在那里他们面临挑战，在经典的善与恶之战中运用数学的力量。当卑鄙的恶棍黑客（克里斯托弗·劳埃德饰演）发起了征服虚拟宇宙的疯狂任务时，主板向三个地球孩子寻求帮助。他们是杰基（Jackie）、马特（Matt）和内兹（Inez）——Cyberchase 的英雄——他们从他们的现实世界与聪明的网络鸟 Digit（喜剧演员吉尔伯特戈特弗里德）一起旅行到网络空间的多彩虚拟景观，在那里他们征服了在一场全面的斗智斗勇中的坏人。每一集都带领孩子们进行由不同数学概念驱动的激动人心的冒险——从在古埃及坟墓中解决时间，到在令人毛骨悚然的洞穴中破解密码，或者在破碎的童话世界中理解数字。在他们的追求中，英雄们使用思想而不是肌肉来克服无处不在的障碍和危险。 Cyberchase 的每一集都以“For Real”真人表演片段结束，其中一位年轻的喜剧演员遇到了一个强化动画故事情节中探索的数学概念的情境。

## 人物
- 杰基
- 马修“马特”
- 伊内兹
- Digit LeBoid

### 敵人
- 黑客
- 巴斯
- Delete

## 集數
| 季數 | 集数 | 集数 | 首播日期       | 首播日期       |
| 季數 | 集数 | 集数 | 首映           | 季终           |
| ---- | ---- | ---- | -------------- | -------------- |
| 1    | 26   | 26   | 2002年1月21日  | 2002年7月10日  |
| 2    | 14   | 14   | 2003年4月5日   | 2003年10月31日 |
| 3    | 12   | 12   | 2004年5月3日   | 2004年12月31日 |
| 4    | 10   | 10   | 2005年4月15日  | 2005年10月7日  |
| 5    | 10   | 10   | 2006年10月31日 | 2007年9月3日   |
| 6    | 10   | 10   | 2007年11月7日  | 2008年10月27日 |
| 7    | 7    | 7    | 2009年4月20日  | 2009年10月6日  |
| 8    | 5    | 5    | 2010年6月25日  | 2010年7月23日  |
| 9    | 5    | 5    | 2013年11月4日  | 2014年4月15日  |
| 10   | 5    | 5    | 2015年11月9日  | 2015年11月13日 |
| 11   | 10   | 10   | 2017年10月23日 | 2018年4月20日  |
| 12   | 12   | 12   | 2019年4月19日  | 2020年5月8日   |

## 外部連結
- 互联网电影数据库（IMDb）上《Cyberchase》的资料（英文）